# Geodia tylastra
Geodia tylastra är en svampdjursart som beskrevs av Boury-Esnault 1973. Geodia tylastra ingår i släktet Geodia och familjen Geodiidae.
Artens utbredningsområde är havet utanför Brasilien. Inga underarter finns listade i Catalogue of Life.